# St. Gordian und Epimachus (Legau)

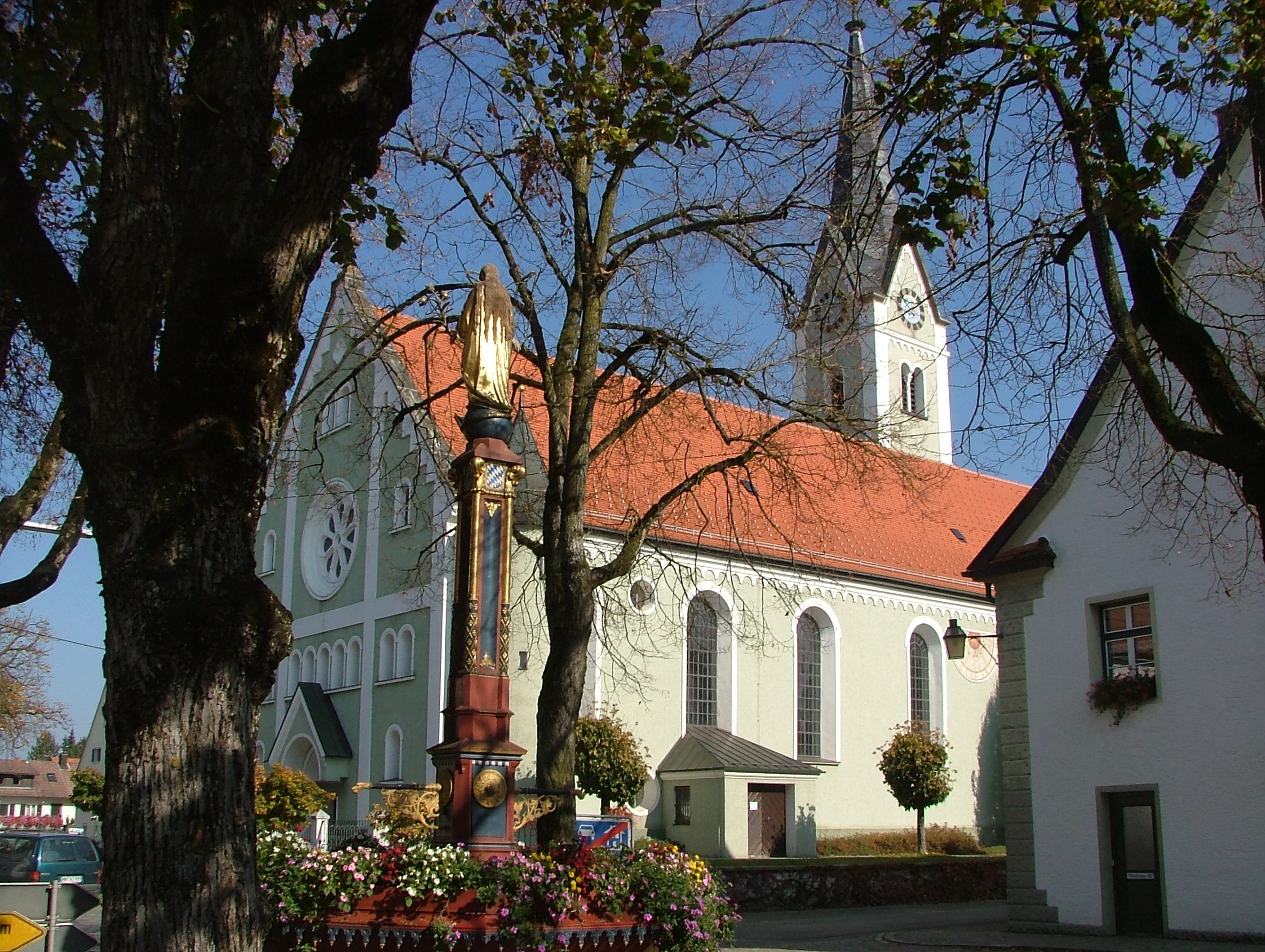
St. Gordian und Epimachus in Legau

Die römisch-katholische Pfarrkirche St. Gordian und Epimachus, bis zum Ende des 15. Jahrhunderts auch unter dem Patronat von St. Martin stehend, befindet sich in Legau im Landkreis Unterallgäu in Bayern. Die Kirche steht unter Denkmalschutz. Sie trägt das Patrozinium der beiden Heiligen Gordianus und Epimachus.

## Geschichte

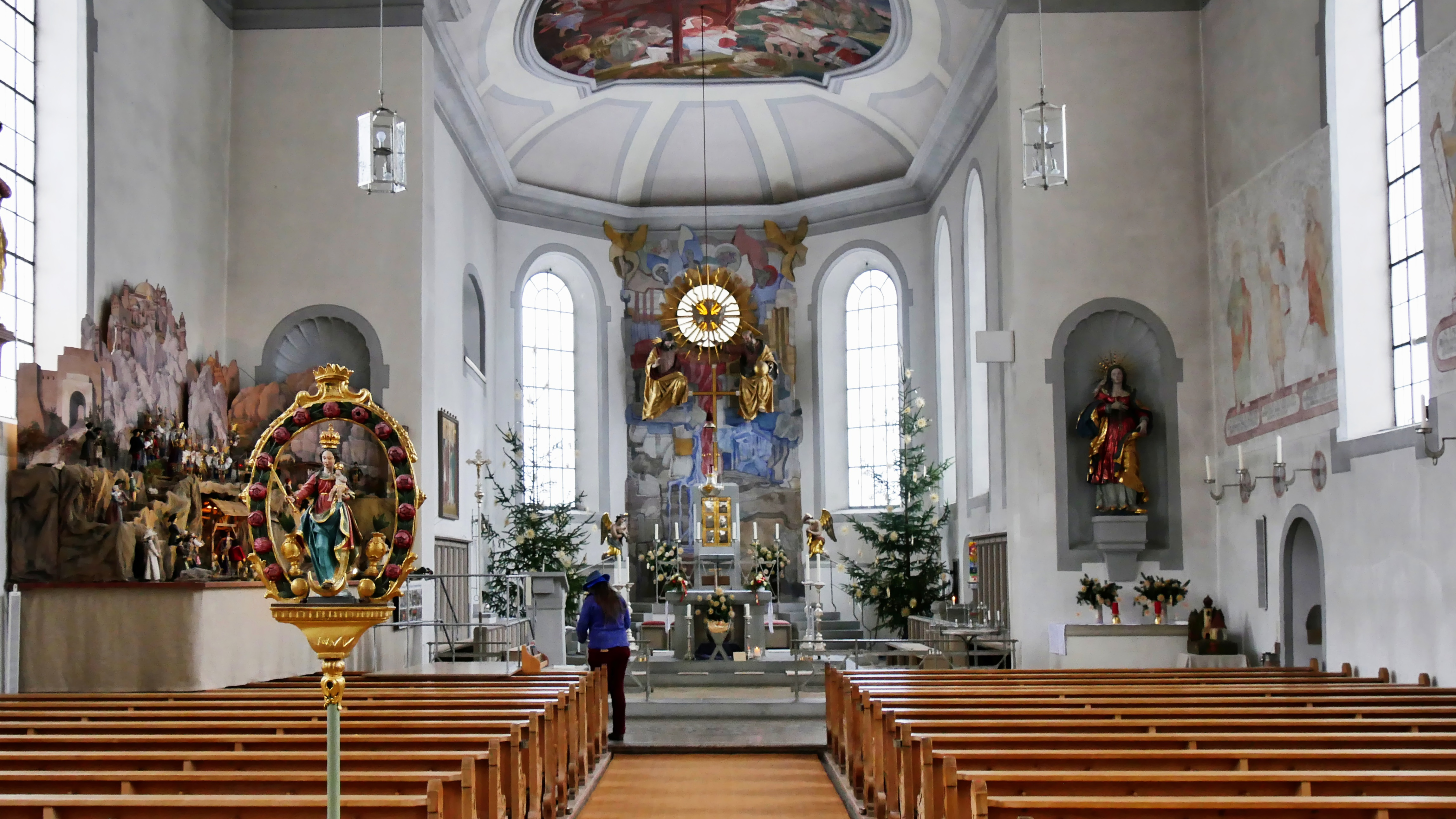
Innenansicht

Die Kirche wurde in ihrer heutigen Form im Jahr 1897 gestaltet. In dieser Zeit wurde die Verkleidung der Außenfassaden in neuromanischem Formen vorgenommen sowie die Gestaltung des Innenraumes. Im Untergeschoss des Turmes findet sich noch spätmittelalterliches Mauerwerk. Ebenso der Chor und das Langhaus sind im Kern aus dem Spätmittelalter. In den Jahren 1661, 1695 und 1783 wurde die Kirche restauriert. Im Jahr 1815 wurde die Kirche um eine Achse in Richtung Westen verlängert und der Spitzhelm des Kirchturmes gefertigt.

## Baubeschreibung
Das Langhaus der Kirche besteht aus fünf Fensterachsen und schließt an einen eingezogenen Chor mit Fünf-Achtel-Schluss. Der Chor besteht aus drei Fensterachsen. Chor und Langhaus sind beide mit einem gedrückten Tonnengewölbe versehen. An der Nordseite befindet sich der vierseitige Kirchturm. Im Untergeschoss besteht der Turm aus Tuffsteinquadern und enthält spätmittelalterliche Mauerreste. Die Sakristeitür stammt aus der Zeit des 17. oder 18. Jahrhunderts. Die an der südlichen Außenseite angebrachte Sonnenuhr stammt aus dem Jahr 1783.

## Ausstattung
In der Kirche im rechten Seitenaltar befindet sich eine überlebensgroße gefasste Holzfigur der Maria aus dem Beginn des 18. Jahrhunderts. Aus der gleichen Zeit stammt ein Putto. Die Krippe von 1780 besteht aus über 100 ungefähr 30 cm großen Figuren. Aus dem späten 18. Jahrhundert stammt die Prozessionsstange. In dieser ist, umgeben von einem Rosenkranz, eine Doppelmadonna dargestellt.
Innerhalb der Kirchen sind mehrere Epitaphien angebracht, so für Franziska Thekla († 1799), für Franz Anton von Springer († 1820) und für Pfarrer Schmiduz († 1695). Ein Wappenrelief in einer Sandsteinplatte ist innerhalb des Chorbogens angebracht. Dieses stammt aus der Zeit um die Mitte des 18. Jahrhunderts. Aus dem 16. Jahrhundert stammt ein stark verwittertes Sandsteinrelief. Dieses zeigt an der Chorsüdwand die Verstorbenen vor einem Kruzifix.

## Weihnachtskrippe
Die Kirche besitzt die aus der Mitte des 18. Jahrhunderts stammenden Figuren der Weihnachtskrippe des ehemaligen Prämonstratenserklosters Rot an der Rot. Diese kam um 1819 nach Legau und wurde 1989 bis 1993 letztmals restauriert. Die Krippe wird jedes Jahr vom 3. Advent bis zu Mariae Lichtmess vor dem linken Seitenaltar aufgebaut. Die acht verschiedenen Darstellungen der Wechselkrippe sind: Mariae Verkündigung, Geburt des Herrn, Aufopferung im Tempel, Dreikönig, Heilige Familie, Hochzeit zu Kana, Beschneidung des Herrn.

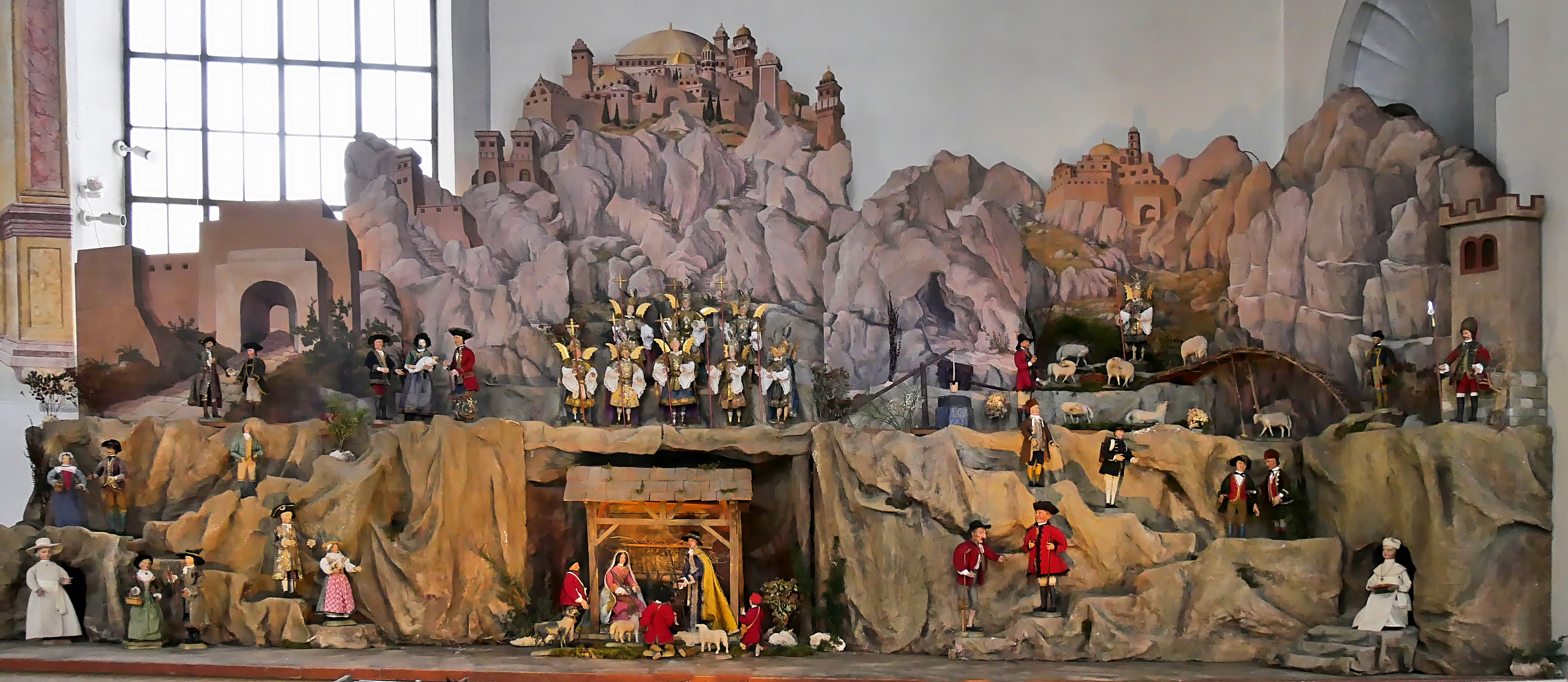
Gesamte Krippe
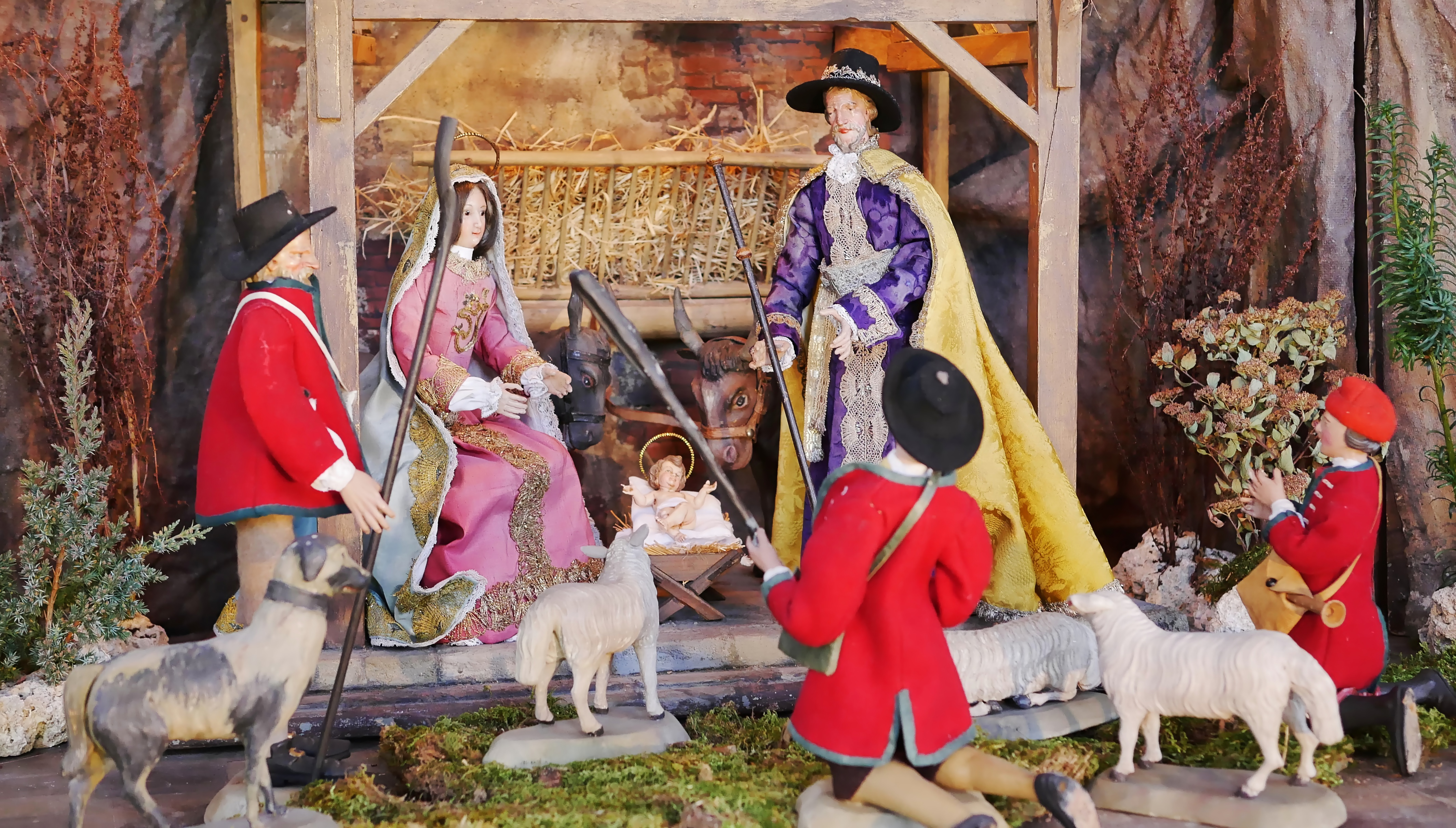
Weihnachtsdarstellung
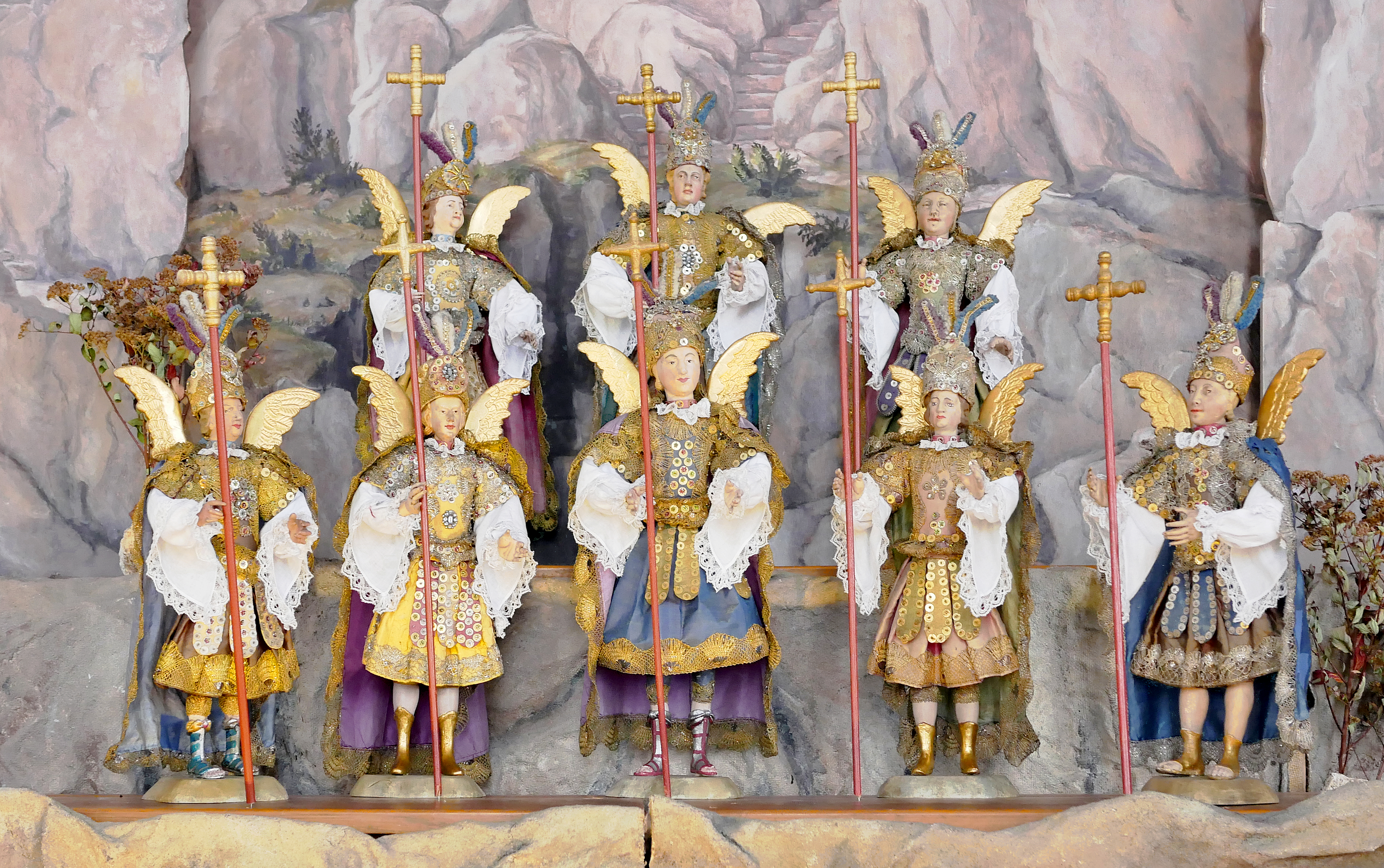
Engelscharen
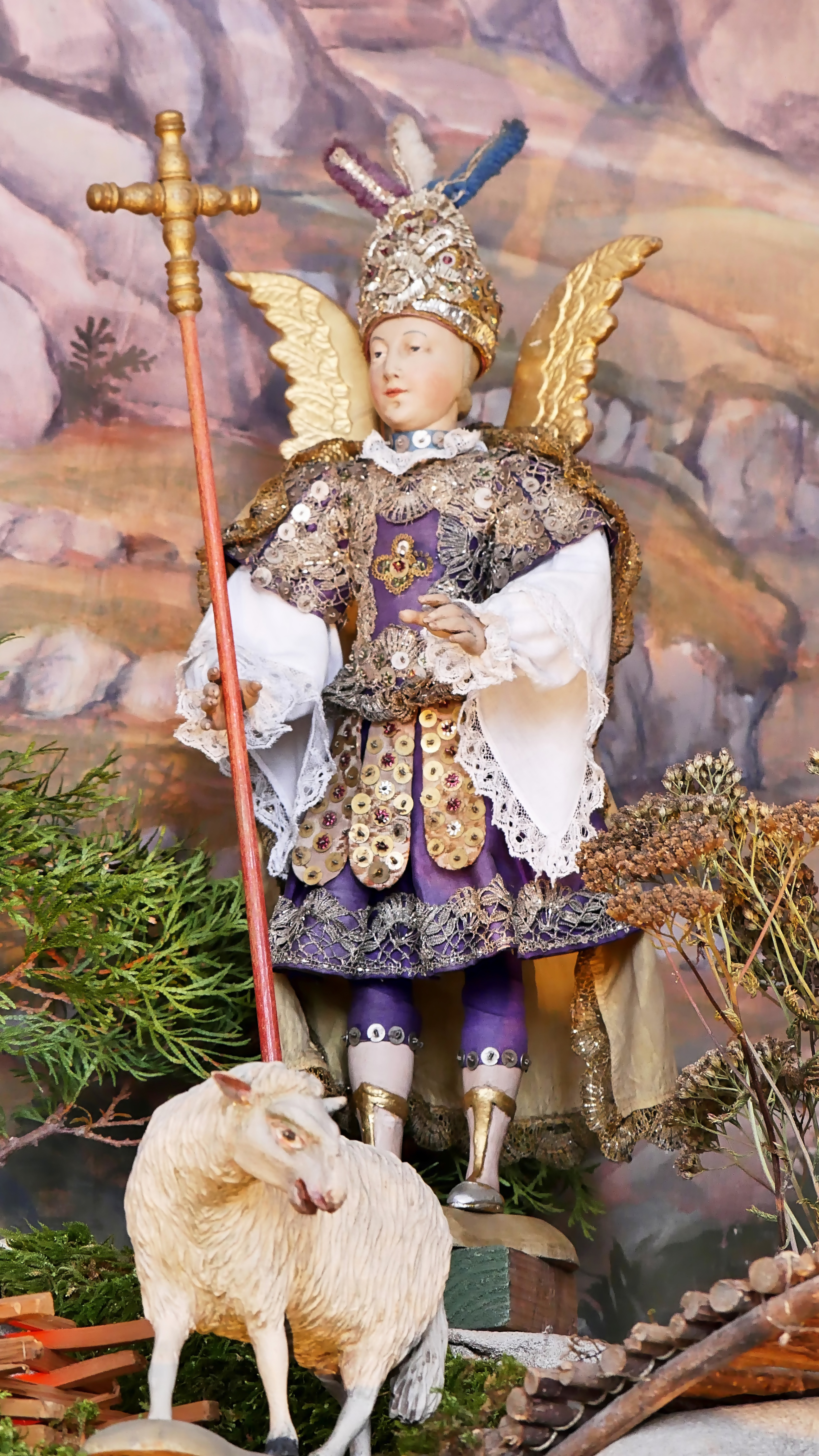
Verkündengel
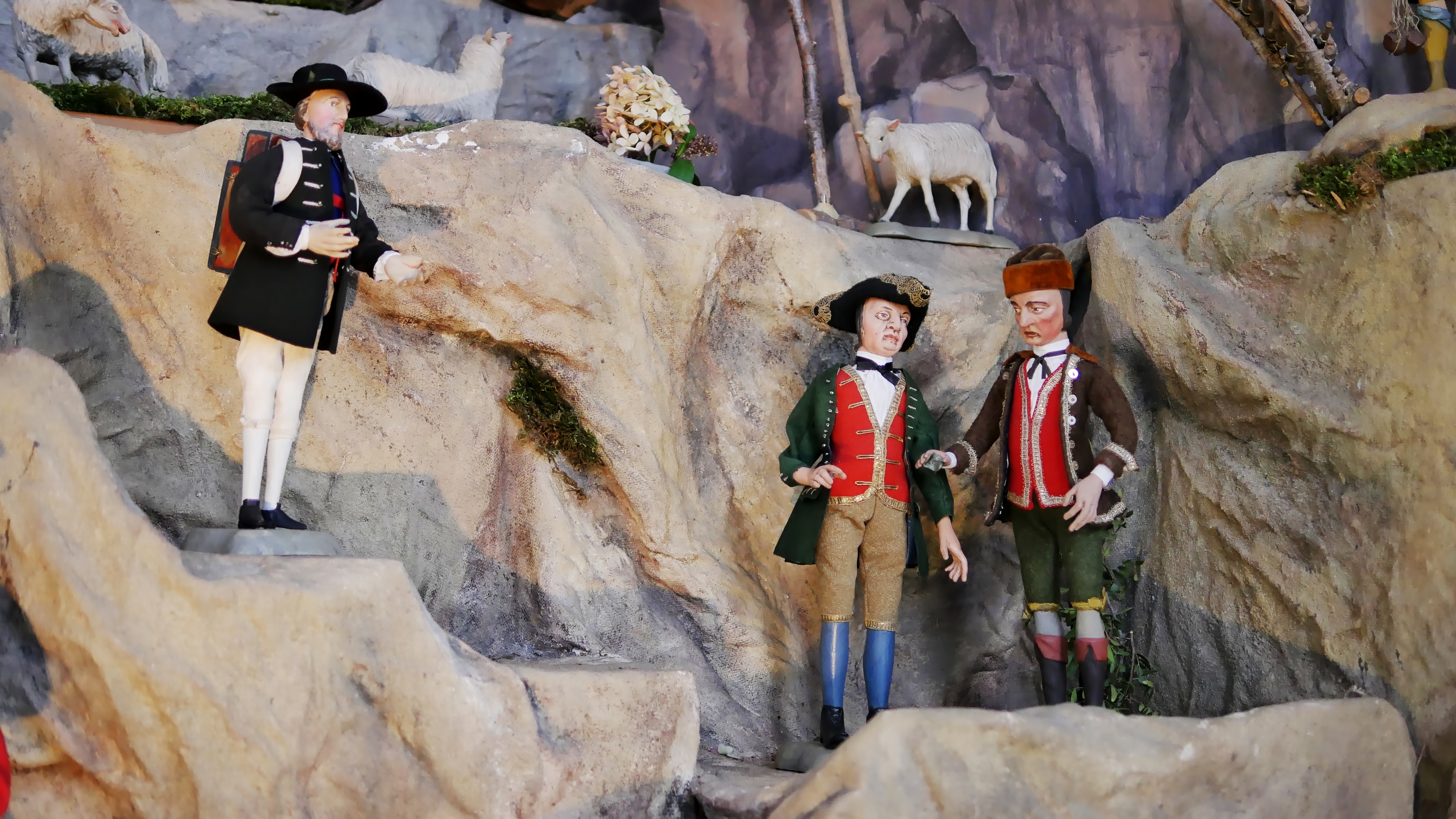
Händler (links)
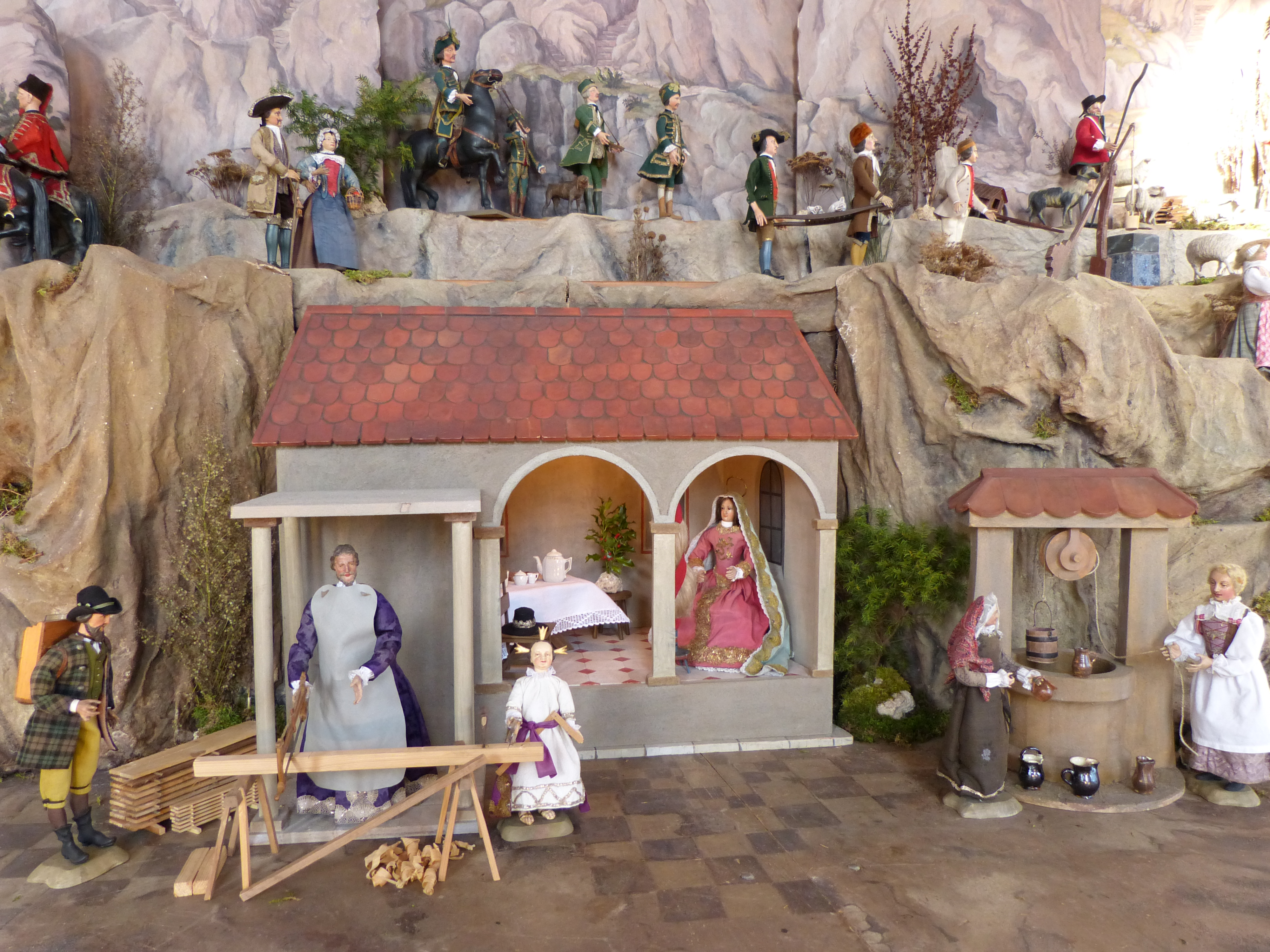
Heilige Familie
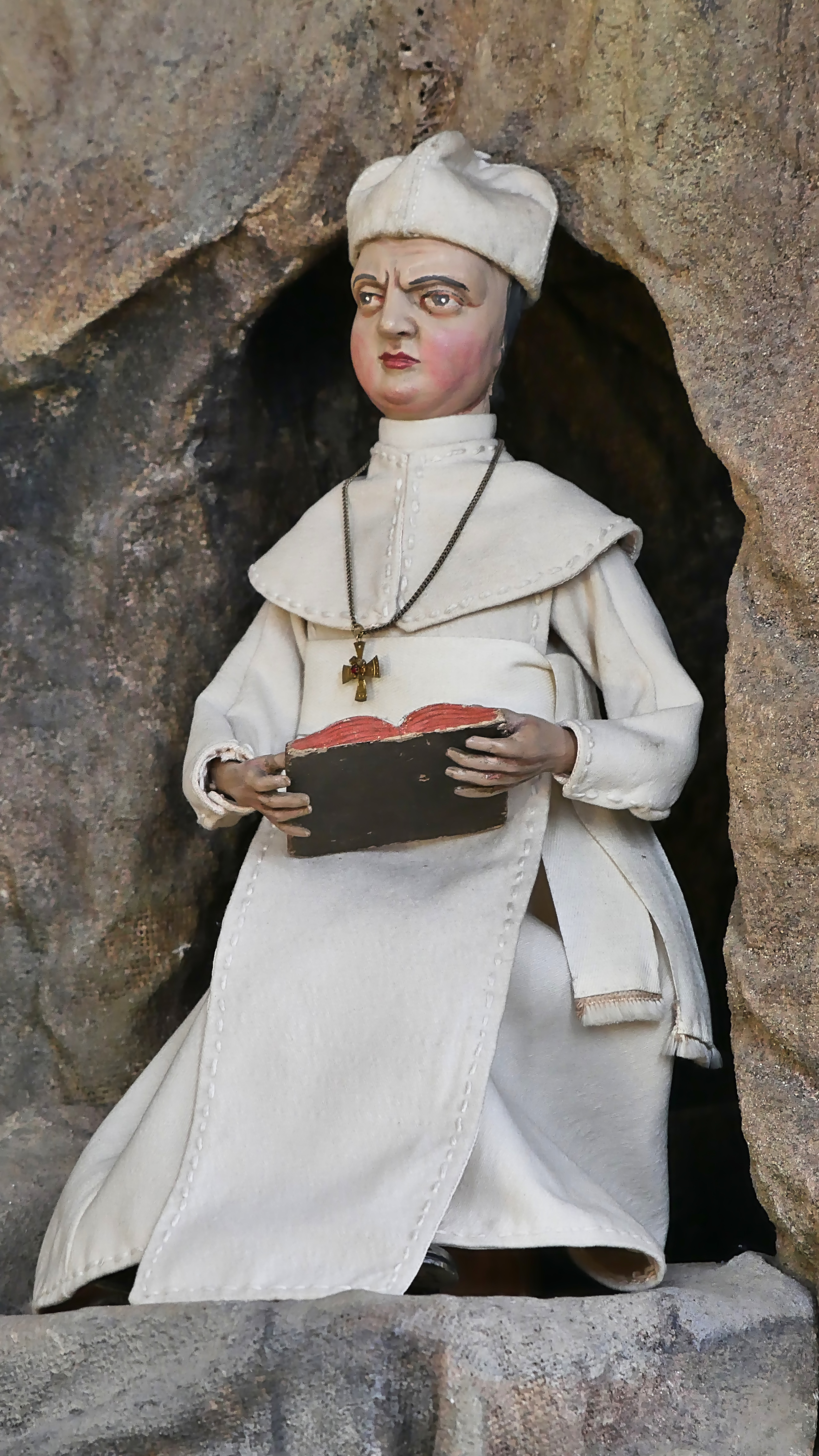
Prämonstra-tensermönch
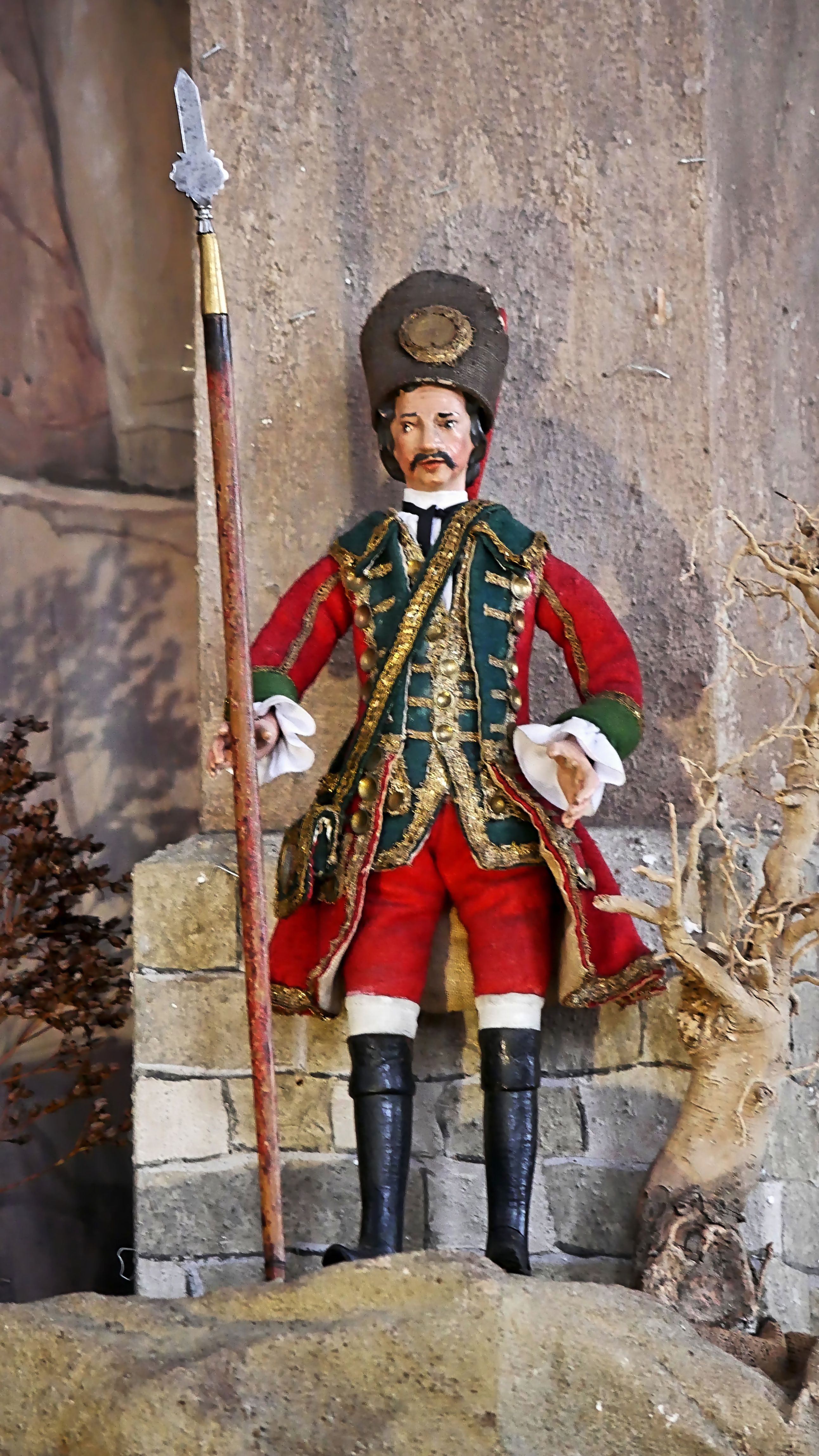
Wächter mit Pike
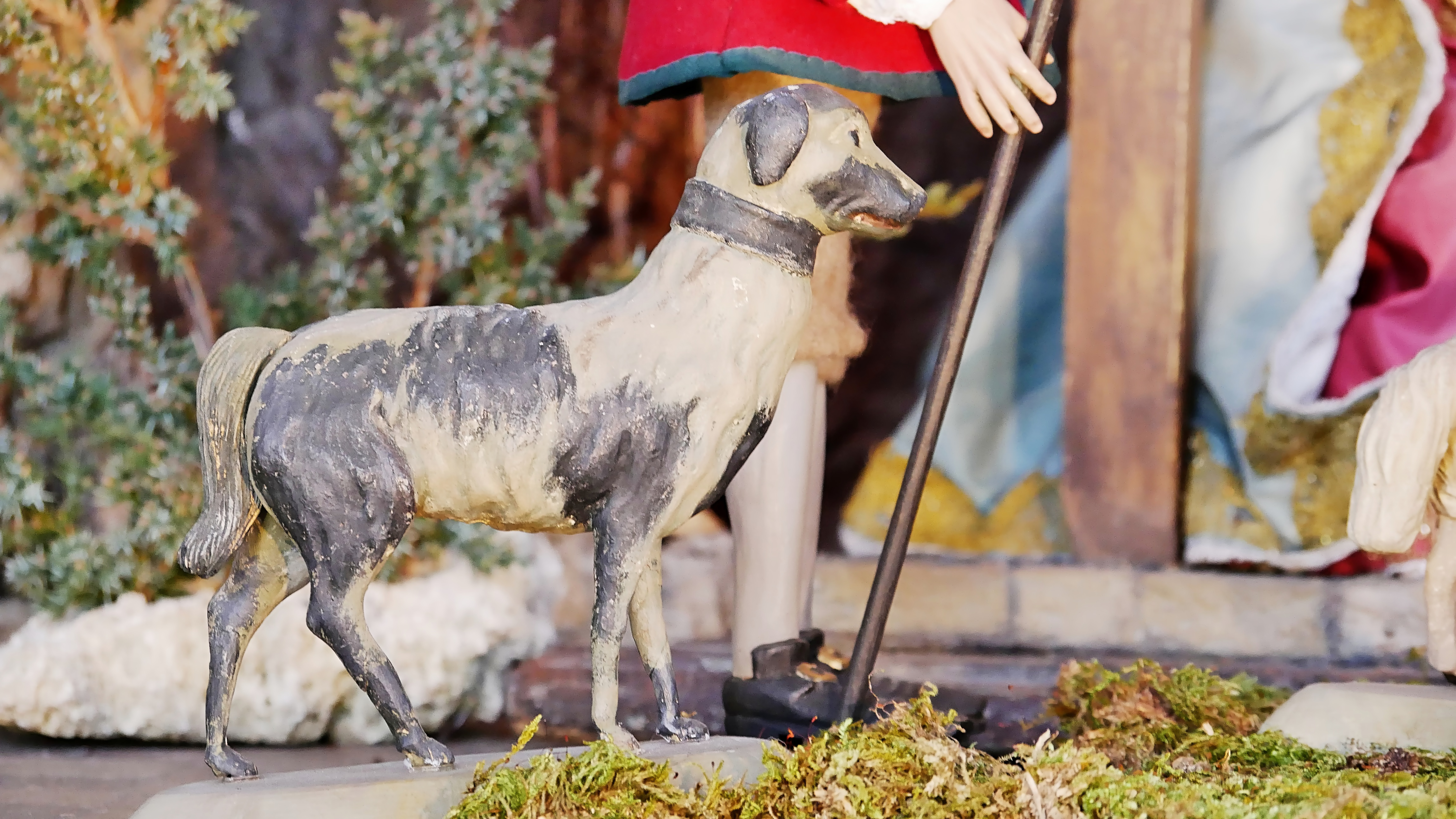
Hirtenhund
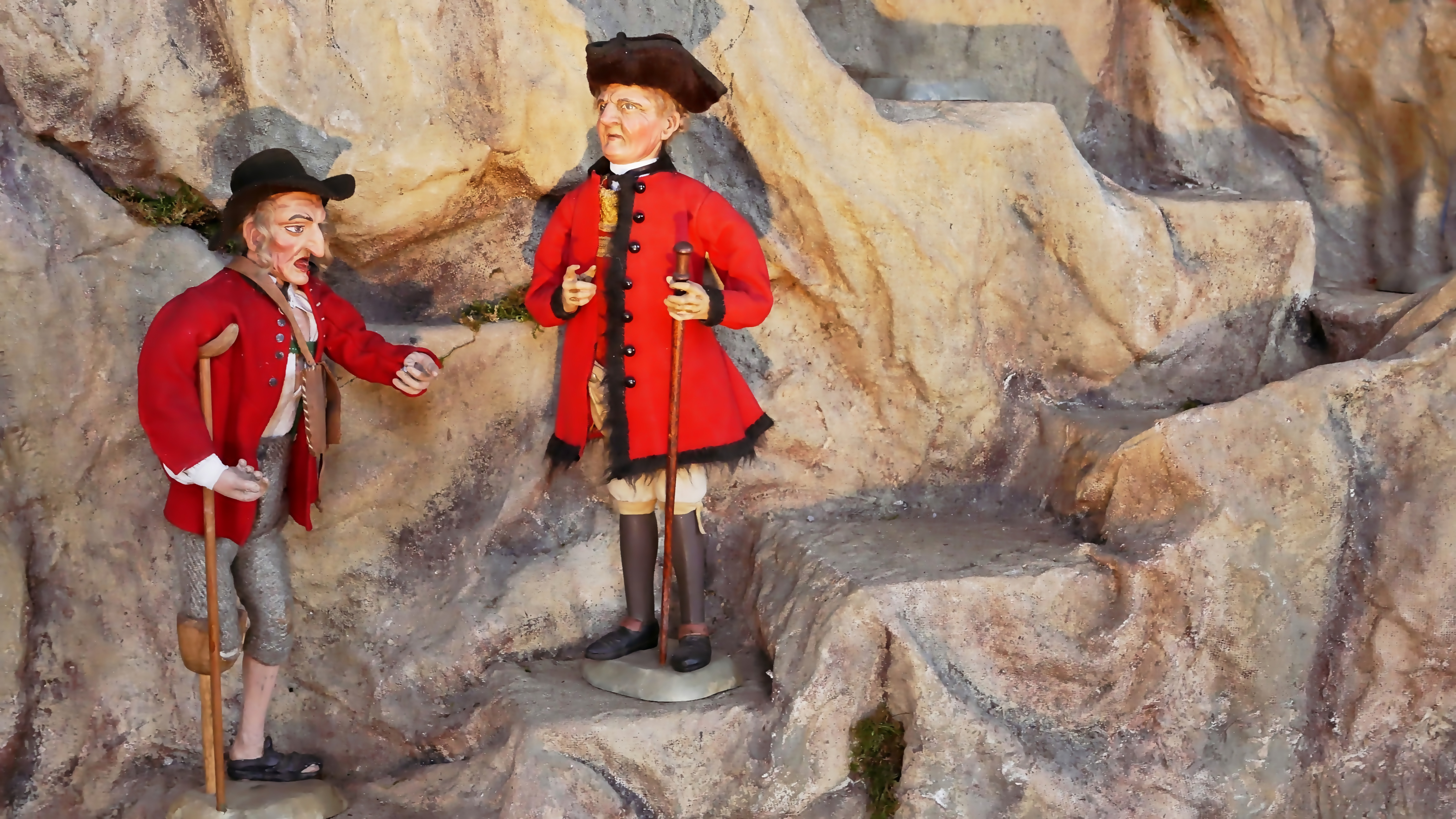
Bettler und Bauer
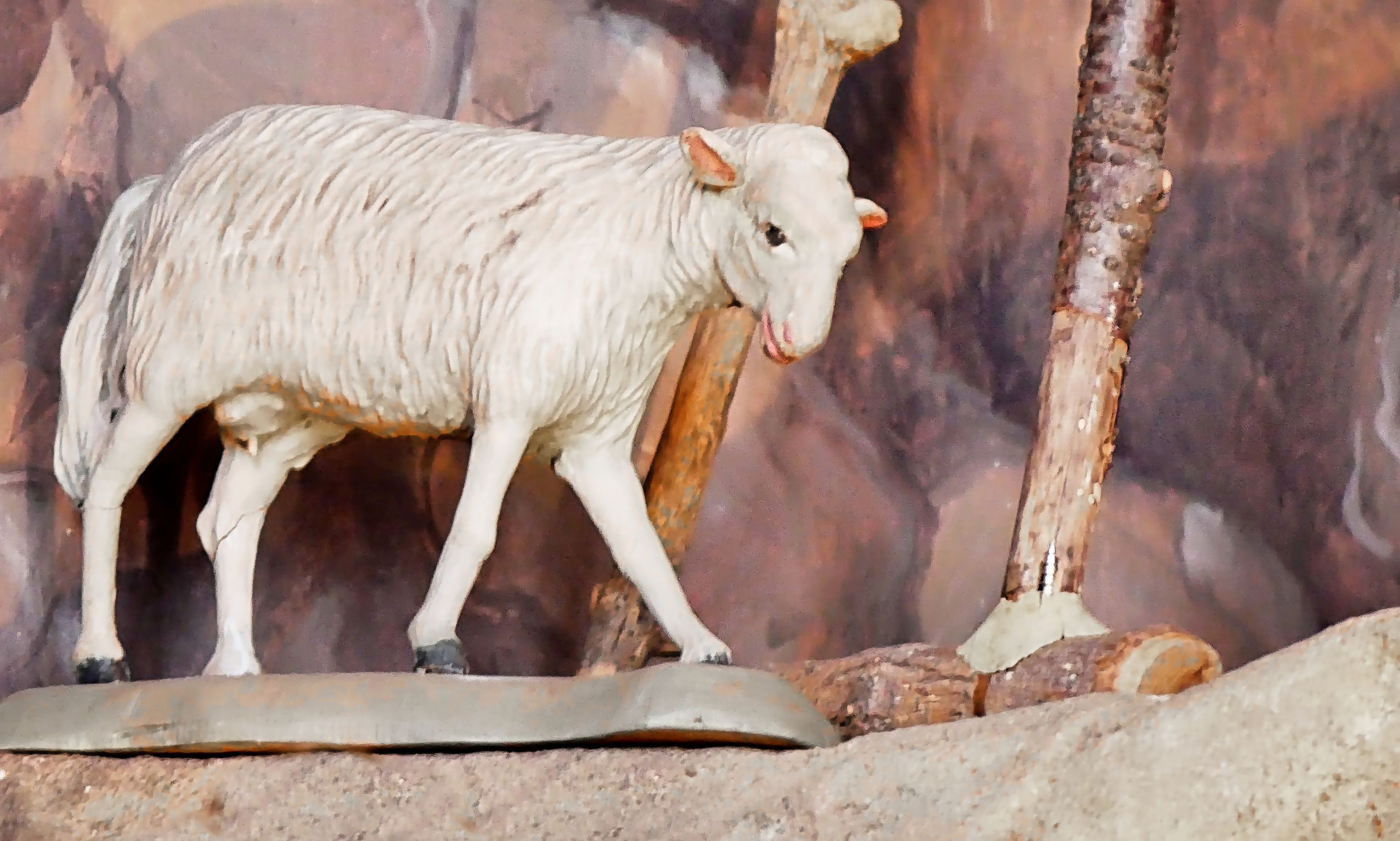
Schaf